# Stelis tachirensis
Stelis tachirensis är en orkidéart som beskrevs av Ernesto Foldats. Stelis tachirensis ingår i släktet Stelis och familjen orkidéer. Inga underarter finns listade i Catalogue of Life.